# Olympiska vinterspelen 1976
Olympiska vinterspelen 1976,  tolfte (XII) olympiska vinterspelen hölls i Innsbruck, Tyrolen, Österrike 4-15 februari 1976.
Innsbruck hade varit värd för de olympiska vinterspelen 1964 och fick redan 1976 åter arrangera spelen. Anledningen var att Denver i november 1972 valde att hoppa av som olympisk värd, sedan stadens befolkning i en folkomröstning med 60,41% sagt nej till att staden skulle arrangera spelen.
Tävlingarna åsågs på plats av cirka 735 000 åskådare.

## Sporter
| - Alpin skidåkning - Backhoppning - Bob - Hastighetsåkning på skridskor - Ishockey |  | - Konståkning - Längdskidåkning - Nordisk kombination - Rodel - Skidskytte |

## Deltagande nationer
37 nationer deltog i olympiska vinterspelen 1976. Andorra och San Marino gjorde debut.
| - Andorra (5) - Argentina (9) - Australien (7) - Belgien (4) - Bulgarien (29) - Chile (5) - Finland (53) - Frankrike (35) - Grekland (4) - Iran (4) | - Island (6) - Italien (58) - Japan (58) - Jugoslavien (28) - Kanada (59) - Libanon (3) - Liechtenstein (9) - Nederländerna (11) - Norge (42) | - Nya Zeeland (5) - Polen (56) - Taiwan (6) - Rumänien (32) - San Marino (3) - Schweiz (59) - Sovjetunionen (79) - Spanien (4) - Sydkorea | - Storbritannien (42) - Sverige (39) - Tjeckoslovakien (58) - Turkiet (9) - Västtyskland (71) - Ungern (3) - USA (106) - Österrike (77) (Värdnation) - Östtyskland (59) |

## Medaljfördelning
- Se Medaljfördelning vid olympiska vinterspelen 1976

      Värdnation (Österrike)
| Pl. | Nation        | Guld | Silver | Brons | Totalt |
| --- | ------------- | ---- | ------ | ----- | ------ |
| 1   | Sovjetunionen | 13   | 6      | 8     | 27     |
| 2   | Östtyskland   | 7    | 5      | 7     | 19     |
| 3   | USA           | 3    | 3      | 4     | 10     |
| 4   | Norge         | 3    | 3      | 1     | 7      |
| 5   | Västtyskland  | 2    | 5      | 3     | 10     |
| 6   | Finland       | 2    | 4      | 1     | 7      |
| 7   | Österrike     | 2    | 2      | 2     | 6      |
| 8   | Schweiz       | 1    | 3      | 1     | 5      |
| 9   | Nederländerna | 1    | 2      | 3     | 6      |
| 10  | Italien       | 1    | 2      | 1     | 4      |

### Fotnoter
1. ↑  ”Innsbruck 1976”. Sveriges olympiska kommitté. http://sok.se/olympiska-spel/tavlingar/spelen/innsbruck-1976.html. Läst 19 juli 2017.